# Christoph Richter (Mediziner)
Christoph Richter (* 1624 in Reichenberg, Böhmen; † 1692 in Zittau) war ein Arzt und Chemiker.

## Leben
Christoph Richter wurde 1624 im böhmischen Reichenberg geboren, nahe der Stadt Zittau in der Oberlausitz. Richters Studienverlauf an der Universität Leipzig lässt sich aufgrund mehrerer namensgleicher Einschreibungen nicht eindeutig nachvollziehen. Nach Beendigung seines Studiums zog er 1652 nach Zittau, wo er sowohl umfangreiche chemische Versuche durchführte als auch als Arzt tätig war. Seine Leistungen wurden vom Kaiser Leopold I. anerkannt, der ihm den Doktorgrad verlieh. Allerdings soll nicht der Kaiser selbst, sondern Johann Rist (1607–1667), ein von Kaiser Ferdinand III. zum Hofpfalzgrafen ernannter Prediger, Richter die akademische Würde verliehen haben. Trotz der ungewöhnlichen Umstände dieser Verleihung durch einen Pfalzgrafen wurde Richter als „berühmter Empiricus“ gelobt.
Richter war Leibarzt der Kurfürstin Magdalena Sibylle. Da es jedoch zeitgleich zwei Frauen dieses Namens gab, Magdalena Sibylle von Preußen und Magdalena Sibylle von Brandenburg-Bayreuth, ist unklar, welche genau gemeint ist. Seine Leibarzttätigkeit ist wegen seiner Aktivitäten in Zittau ab 1652 wahrscheinlich auf die Witwenzeiten beschränkt, spezifisch von 1656 bis 1659 bzw. 1680 bis 1687. Richter starb 1692 in Zittau an der Pest.

## Familie
Christoph Richter begründete die medizinische Tradition seiner Familie, denn fünf seiner Söhne wurden ebenfalls Ärzte.
Christoph Richters vermutlich ältester Sohn, ebenfalls namens Christoph, geboren 1648 in Zittau, immatrikulierte sich 1668 in Jena, obwohl im Universitätsregister irrtümlich Reichenbach als Herkunftsort verzeichnet ist. Nach einem dreijährigen Studium reiste er durch Italien, Belgien und England und erwarb 1671 in Jena den akademischen Grad eines Lizentiaten. Er praktizierte später als Arzt in Zittau, wo er 1711 verstarb. Sein Sohn, ebenfalls Christoph genannt, immatrikulierte sich 1714 in Frankfurt an der Oder.
David Richter, geboren 1650 in Zittau, folgte seinem Bruder Christoph 1670 nach Jena. Seine Disputation "De hydrope Tympanite" fand 1672 statt, und seine Promotion erfolgte 1674 in Italien, wo er als Arzt tätig war. Er verstarb 1707 auf seinem Gut Körbisdorf.
Über Johann Richter, geboren 1652 in Zittau, ist bekannt, dass er 1667 in Leipzig studierte und später durch Schweden, England und die Niederlande reiste, bevor er in verschiedenen deutschen Städten arbeitete. Er erwarb ein Gut in Körbigsdorf, das später seinem Sohn David gehörte. Da die chemischen Forschungen seines Vaters in Stettin auf erheblichen Widerstand stießen, trat Johann 1683 öffentlich gegen die Angriffe verschiedener Personen auf, die sich sowohl gegen seinen Vater als auch seinen Bruder Gottfried in Stettin und ihn selbst richteten.
Gottfried Richter, geboren 1654, studierte ab 1678 in Jena und wurde 1678 in Utrecht promoviert. Er arbeitete später als Arzt in Stettin.
Christian Richter, geboren 1656, disputierte 1678 in Leipzig und wurde in Erfurt promoviert. Er war als kaiserlicher Bergrat tätig und spezialisierte sich vermutlich auf Geologie. Sein jüngster Sohn, Paul Christoph Richter, geboren 1677, wurde 1702 in Halle an der Saale promoviert und war ab 1706 als Klosterarzt im Kloster Marienthal tätig.